# Jacques Clarion
Jacques Clarion (12 de octubre de 1779, Saint-Pons - 28 de septiembre de 1844, Garches) fue un médico, farmacéutico, y botánico francés.
Estudió farmacia como aprendiz de un farmacéutico de Seyne y donde estudia las plantas de los Alpes. El 15 de diciembre de 1794 se convierte en farmacéutico de tercera clase en el Ejército de Italia. Dejó el ejército en marzo de 1789 y se instala en París. Trabaja en la escuela de medicina y obtiene a mediados de 1793 el grado de Doctor en Medicina con una tesis titulada Observations sur l’analyse des végétaux, suivies d’un travail chimique sur les rhubarbes exotique et indigène. En 1805 es el farmacéutico del Emperador y dirige la farmacia del Palacio de Saint-Cloud, cargo que ocupó durante los reinados de Luis XVIII y Carlos X.
En 1819 , se convirtió en profesor adjunto de la escuela de farmacia y luego, en 1825, profesor de botánica. Se convirtió en 1822, en miembro de la Academia de Medicina, cargo que ocupa hasta 1830.
Es el autor del Abrégé de médecine pratique, ou Manuel médical d'après les principes de la doctrine physiologique (Charvin, Lyon, 1832) y de Nouveau Précis des maladies des enfans fondé sur la doctrine physiologique (Charvin, Lyon, 1833 ). Augustin Pyramus de Candolle (1778-1841) utilizó las observaciones de Clarion realizadas en la flora de los Alpes.

## Honores

### Eponimia
Género
- (Asteraceae) Clarionia D.Don[1]

Especies
- (Saxifragaceae) Saxifraga clarioni Sternb.[2]
- La abreviatura «Clarion» se emplea para indicar a Jacques Clarion como autoridad en la descripción y clasificación científica de los vegetales.[3]